# 도리카이촌 (후쿠오카현 미즈마군)
도리카이촌(鳥飼村)은 일본 후쿠오카현 미즈마군에 있던 촌이다. 현재의 구루메시의 일부에 해당한다.

## 역사
- 1889년 4월 1일 - 정촌제 시행에 의해 미즈마군 도리카이촌이 성립하였다.
- 1917년 10월 1일 - 구루메시에 편입되었다.